# VRAM
VRAM（英文：Video RAM，即視訊隨機存取記憶體），是计算机内存的一种，专用于存储像素等图形数据。作为影像繪圖卡、顯示卡所使用的DRAM（記憶體），屬於雙埠隨機存取記憶體，可讓RAMDAC與影像處理同時存取。一般可包括兩個部分，第一是數位電子的部分，用以接受微處理機的命令，將所收到的資料格式化。另一個是影像產生器的部分，用以將上述資料進一步形成視訊訊號。

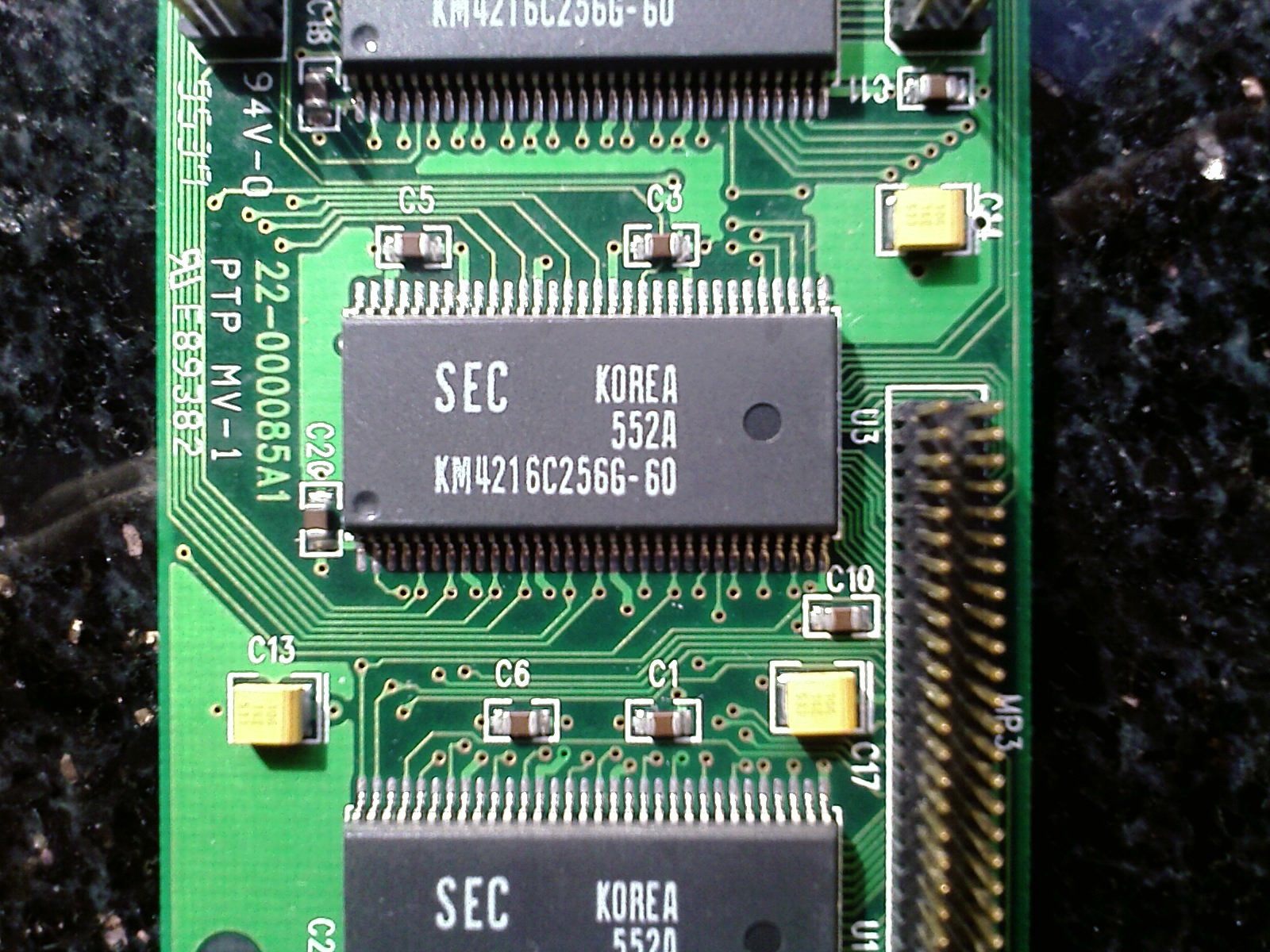
Samsung Electronics Corporation VRAM